# Bogdanovich (huyện)
Huyện Bogdanovich (tiếng Nga: ? райо́н) là một huyện hành chính tự quản (raion), của Tỉnh Sverdlovsk, Nga. Huyện có diện tích 0 km². Trung tâm của huyện đóng ở Bogdanovich.